# Coupe de France masculine de handball 1988-1989
Navigation
Coupe de France 1986-1987 Coupe de France 1989-1990
La coupe de France masculine de handball 1988-1989 est la 7e édition de la compétition.
L'US Créteil remporte son premier titre en disposant en finale de l'USAM Nîmes.
Pour Créteil, cette victoire parachève une exceptionnelle saison 1988/1989 avec le titre en Championnat et la première finale en coupe d'Europe d'un club français en Coupe des vainqueurs de coupe. Créteil étant champion de France, c'est ainsi l'USAM Nîmes qui obtient la place qualificative en Coupe des vainqueurs de coupe

## Modalités
La compétition est ouverte aux clubs classés aux huit premières places à l'issue du championnat de Nationale 1A. 
En quarts de finale et en demi-finales, les clubs se rencontrent en matchs aller et retour. Le club qui a eu le meilleur classement en championnat se déplace au match aller et reçoit au match retour. La finale se dispute en match simple. En cas d'égalité à la fin du temps réglementaire, les clubs sont départagés lors d’une prolongation de 2 fois 5 minutes, suivie si besoin d’une seconde prolongation de 2 fois 5 minutes puis de tirs au but.

## Résultats

### Tableau
La compétition s'est déroulée selon le schéma suivant :
|  | Quarts de finale 28 mai et 4 juin 1989 | Quarts de finale 28 mai et 4 juin 1989 | Quarts de finale 28 mai et 4 juin 1989 | Quarts de finale 28 mai et 4 juin 1989 |            |            | Demi-finales 11 et 18 juin 1989 | Demi-finales 11 et 18 juin 1989 | Demi-finales 11 et 18 juin 1989 | Demi-finales 11 et 18 juin 1989 |  |  | Finale 24 juin 1989 | Finale 24 juin 1989 | Finale 24 juin 1989 | Finale 24 juin 1989 |
|  |                                        |                                        |                                        |                                        |            |            |                                 |                                 |                                 |                                 |  |  |                     |                     |                     |                     |
|  |                                        |                                        |                                        |                                        |            |            |                                 |                                 |                                 |                                 |  |  | 24 juin 1989        |                     |                     |                     |
|  |                                        |                                        |                                        |                                        |            |            |                                 |                                 |                                 |                                 |  |  |                     |                     |                     |                     |
|  | [1] US Créteil                         | [1] US Créteil                         | ?                                      | ?                                      |            |            |                                 |                                 |                                 |                                 |  |  |                     |                     |                     |                     |
|  | [1] US Créteil                         | [1] US Créteil                         | ?                                      | ?                                      |            |            |                                 |                                 |                                 |                                 |  |  |                     |                     |                     |                     |
|  | [8] Lille Université Club              | [8] Lille Université Club              | ?                                      | ?                                      |            |            |                                 |                                 |                                 |                                 |  |  |                     |                     |                     |                     |
|  | [8] Lille Université Club              | [8] Lille Université Club              | ?                                      | ?                                      | US Créteil | US Créteil | ?                               | ?                               |                                 |                                 |  |  |                     |                     |                     |                     |
|  |                                        |                                        |                                        |                                        | US Créteil | US Créteil | ?                               | ?                               |                                 |                                 |  |  |                     |                     |                     |                     |
|  |                                        |                                        | Stade Marseillais UC                   | Stade Marseillais UC                   | ?          | ?          |                                 |                                 |                                 |                                 |  |  |                     |                     |                     |                     |
|  | [5] Stade Marseillais UC               | [5] Stade Marseillais UC               | Stade Marseillais UC                   | Stade Marseillais UC                   | ?          | ?          | ?                               | ?                               |                                 |                                 |  |  |                     |                     |                     |                     |
|  | [5] Stade Marseillais UC               | [5] Stade Marseillais UC               |                                        |                                        |            |            |                                 | ?                               |                                 |                                 |  |  |                     |                     |                     |                     |
|  | [4] Stade Messin Étudiants Club        | [4] Stade Messin Étudiants Club        | ?                                      | ?                                      |            |            |                                 |                                 |                                 |                                 |  |  |                     |                     |                     |                     |
|  | [4] Stade Messin Étudiants Club        | [4] Stade Messin Étudiants Club        | ?                                      | ?                                      | US Créteil | US Créteil | 13                              | 13                              |                                 |                                 |  |  |                     |                     |                     |                     |
|  |                                        |                                        |                                        |                                        | US Créteil | US Créteil | 13                              | 13                              |                                 |                                 |  |  |                     |                     |                     |                     |
|  |                                        |                                        | USAM Nîmes 30                          | USAM Nîmes 30                          | 11         | 11         |                                 |                                 |                                 |                                 |  |  |                     |                     |                     |                     |
|  | [3] USM Gagny                          | [3] USM Gagny                          | USAM Nîmes 30                          | USAM Nîmes 30                          | 11         | 11         | ?                               | ?                               |                                 |                                 |  |  |                     |                     |                     |                     |
|  | [3] USM Gagny                          | [3] USM Gagny                          |                                        |                                        |            |            |                                 |                                 |                                 |                                 |  |  |                     |                     |                     |                     |
|  | [6] Villeurbanne Handball Club         | [6] Villeurbanne Handball Club         | ?                                      | ?                                      |            |            |                                 |                                 |                                 |                                 |  |  |                     |                     |                     |                     |
|  | [6] Villeurbanne Handball Club         | [6] Villeurbanne Handball Club         | ?                                      | ?                                      | ?          | ?          | ?                               | ?                               |                                 |                                 |  |  |                     |                     |                     |                     |
|  |                                        |                                        |                                        |                                        | ?          | ?          | ?                               | ?                               |                                 |                                 |  |  |                     |                     |                     |                     |
|  |                                        |                                        | USAM Nîmes 30                          | USAM Nîmes 30                          | ?          | ?          |                                 |                                 |                                 |                                 |  |  |                     |                     |                     |                     |
|  | [7] HB Vénissieux                      | [7] HB Vénissieux                      | USAM Nîmes 30                          | USAM Nîmes 30                          | ?          | ?          | ?                               | ?                               |                                 |                                 |  |  |                     |                     |                     |                     |
|  | [7] HB Vénissieux                      | [7] HB Vénissieux                      |                                        |                                        |            |            |                                 | ?                               |                                 |                                 |  |  |                     |                     |                     |                     |
|  | [2] USAM Nîmes 30                      | [2] USAM Nîmes 30                      | ?                                      | ?                                      |            |            |                                 |                                 |                                 |                                 |  |  |                     |                     |                     |                     |
|  | [2] USAM Nîmes 30                      | [2] USAM Nîmes 30                      | ?                                      | ?                                      |            |            |                                 |                                 |                                 |                                 |  |  |                     |                     |                     |                     |
|  |                                        |                                        |                                        |                                        |            |            |                                 |                                 |                                 |                                 |  |  |                     |                     |                     |                     |

### Finale
La finale s'est tenue le 24 juin 1989. Dans un match très défensif, l'US Créteil a battu l'USAM Nîmes 30 13 à 11. 
Pourtant, ce sont les gardois qui ont dominé la majeure partie du match avant de céder dans les dix dernières minutes. Lors de la première mi-temps, grâce notamment à un Frédéric Volle aérien (5 buts) et quelques contres percutants, les Nîmois creusent rapidement l'écart (1-5 puis 2-6). Côté cristollien, seuls Frédéric Perez, sublime dans les buts, et François-Xavier Houlet, décidément l'une des grosses révélations de la saison, permettent de limiter la casse et d'arriver à la pause avec un déficit de deux buts seulement (5-7).
A la reprise, Créteil semble avoir retrouvé une certaine fraîcheur physique, tandis qu'en face, le punch de Volle s'étiolait et le danois Jensen reste aux abonnés absents. François-Xavier Houlet et Pascal Mahé choisirent alors ce moment pour placer quelques directs dont ils ont le secret pour remettre les deux équipes à égalité (9-9). Il s'ensuit une période d'observation de quelque cinq bonnes minutes à l'issue laquelle les Nîmois chancelèrent à l'attaque des dix dernières minutes : à 12-9, Créteil avait réussi un KO décisif.   
- US Créteil b. USAM Nîmes 30 : 13-11 (5-7).
  - US Créteil : Mahé (5), Esparre (1), Houlet (4), Bouaouli (1), Isaković (2). Gardien de but : Frédéric Perez. Entraîneur : Sead Hasanefendić et Thierry Anti.
  - USAM Nîmes 30 : Téoule (1 pen.), Sanchez (1), Jensen (2), G. Derot (2), Volle (5). Gardien de but : Christian Gaudin. Entraîneur : Jean-Paul Martinet.